# Take the A Train
Take the A Train è uno standard jazz composto da Billy Strayhorn.

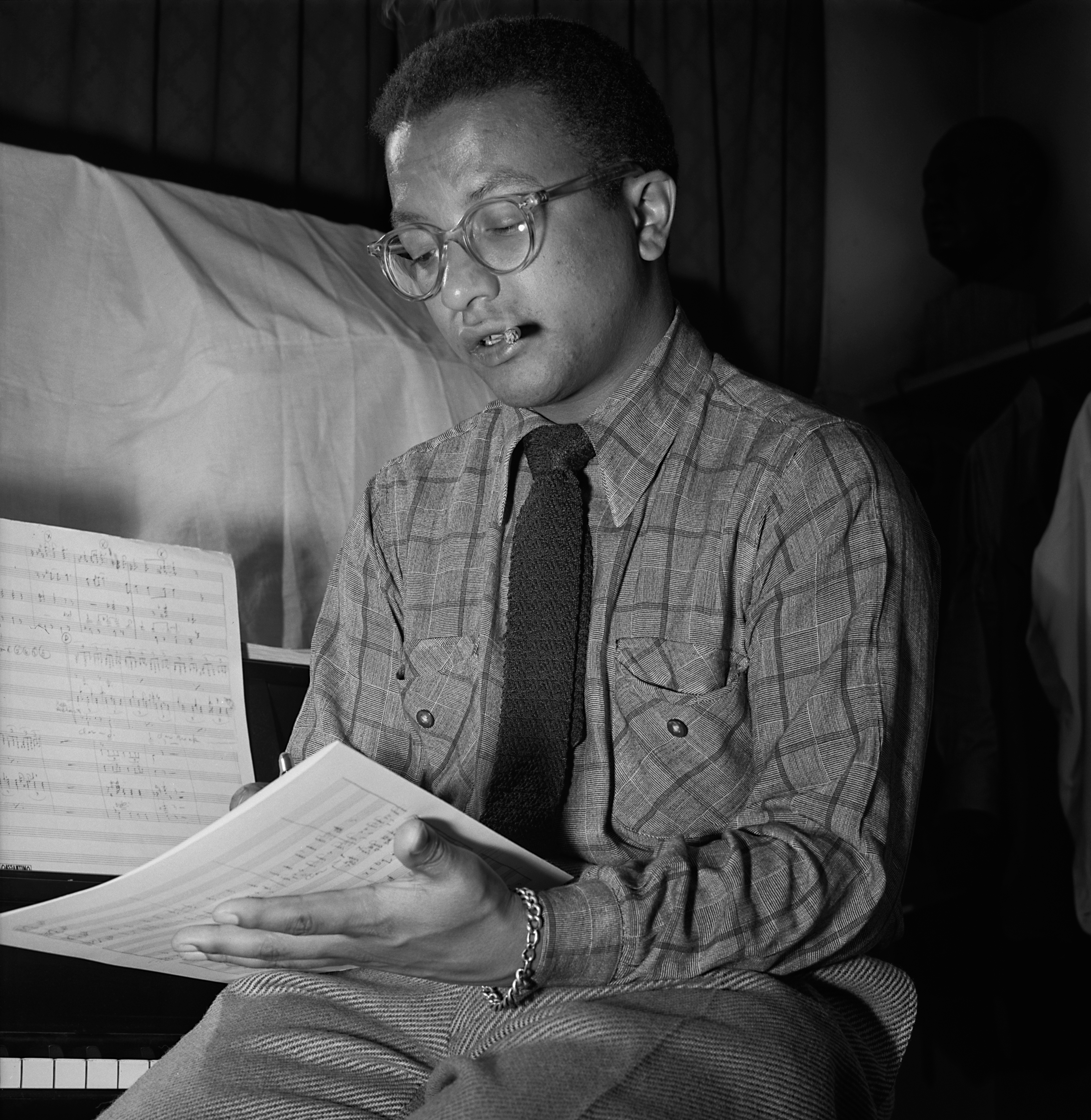
Billy Strayhorn fra il 1946-48

È ispirato alla linea "A" della metropolitana di New York, che al tempo portava da eastern Brooklyn fino ad Harlem ed alla parte settentrionale di Manhattan. Divenne il pezzo di punta di Duke Ellington e spesso era il primo pezzo eseguito da Ella Fitzgerald nei suoi concerti.

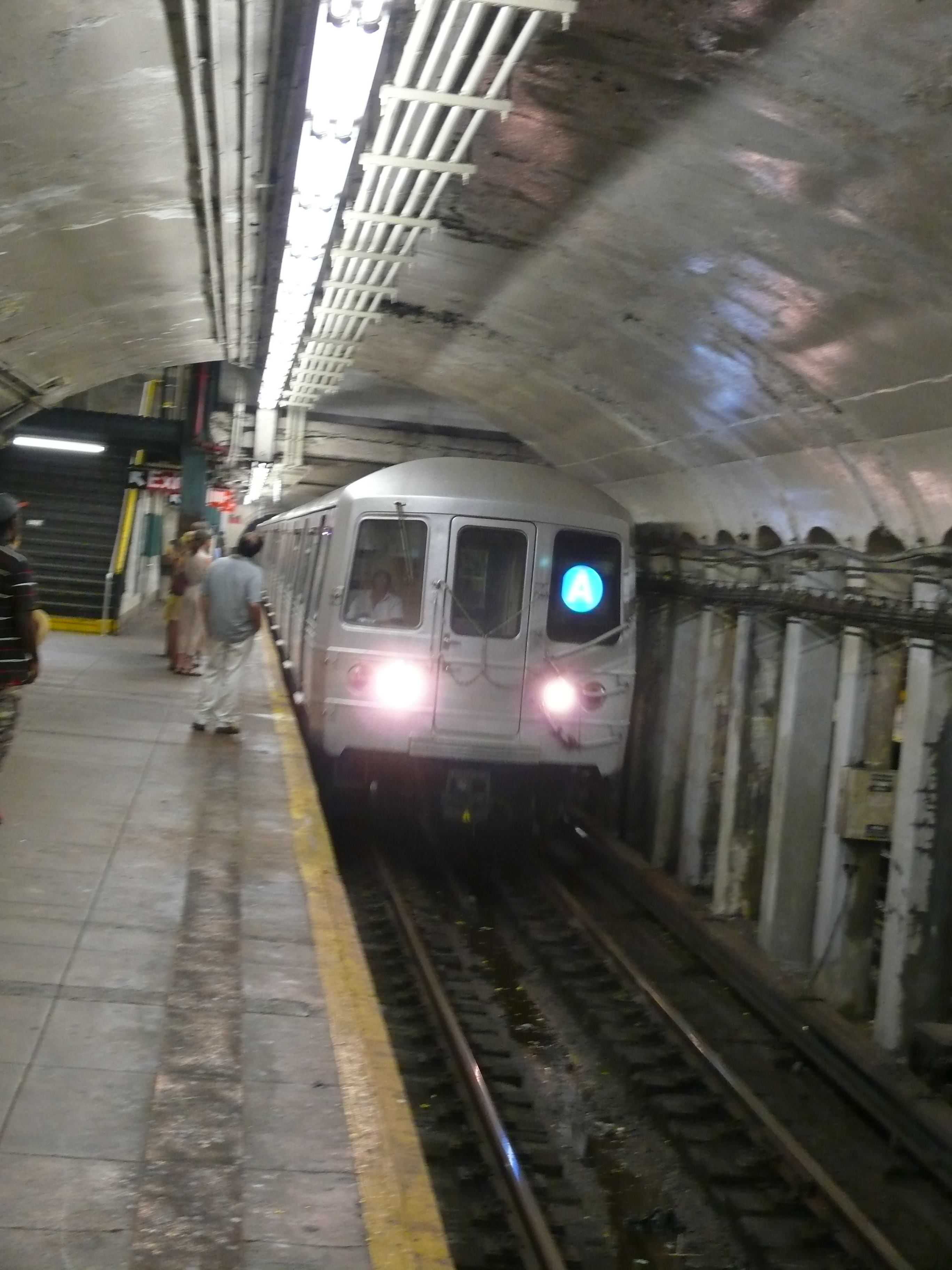
La linea A della Metropolitana di New York

## Il brano
L'uso della composizione di Strayhorn come sigla si rese necessario quando, nel 1940, la ASCAP (American Society of Composers and Publishers) aumentò le proprie tariffe per le performance radiofoniche (era il modo in cui la maggior parte della musica di Ellington era fruita). Duke si rivolse allora a Strayhorn e a suo figlio Mercer, entrambi membri della BMI, una concorrente della ASCAP, per "Scrivere un nuovo repertorio per l'orchestra". Take the A Train, uno dei molti pezzi di Strayhorn già in repertorio, prese così il posto di Sepia Panorama come sigla.

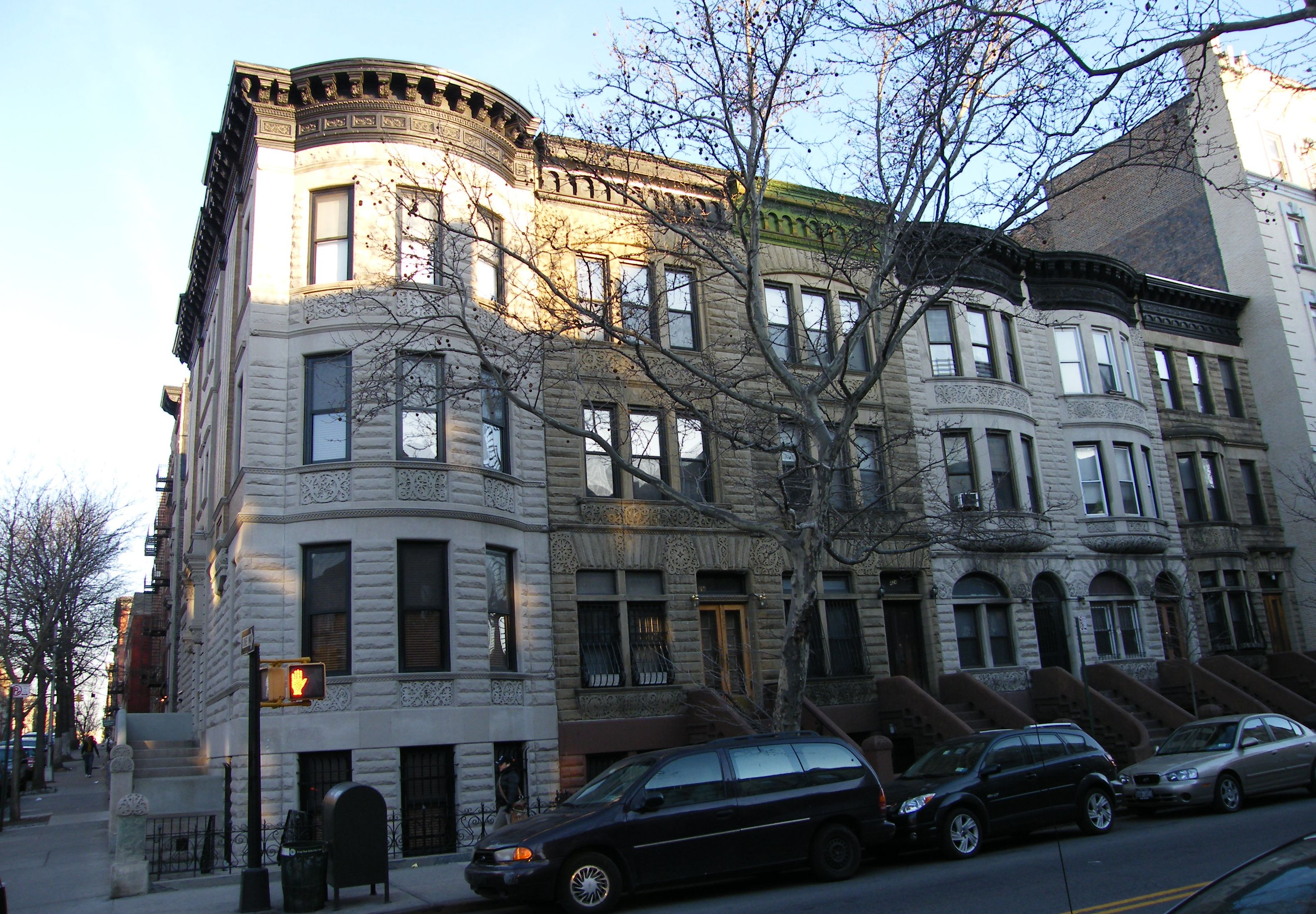
Un'immagine di Sugar Hill

Stando a Mercer Ellington, fu lui a recuperare il pezzo dall'immondizia, dopo che Strayhorn lo aveva scartato perché gli pareva troppo nello stile di Fletcher Henderson.
La canzone era stata composta nel 1938, e il suo titolo fa riferimento all'espresso 'A' della metropolitana di New York che all'epoca andava dall'estremo est di Brooklyn fino ad Harlem e all'estremo nord di Manhattan, connettendo quelli che al tempo erano i più popolosi quartieri di colore, Bedford Stuyvesant e Harlem.
Con una struttura accordale reminiscente della canzone Exactly like you, questo standard combina lo swing propulsivo degli anni quaranta con la sofisticazione di Ellington: il testo allude all'élite di colore che al tempo abitava Sugar Hill ad Harlem. Il pezzo è nella consueta forma AABA, in tonalità di DO, ed ogni sezione è un distico.
Strayhorn disse di avere anche scritto un testo per il brano, ma questo fu registrato per la prima volta con parole composte da (o per) i Delta Rhythm Boys. L'orchestra di Ellington usò il testo creato da Joya Sherrill, che a 20 anni (nel 1944) inventò le parole nella sua casa di Detroit ascoltando la canzone alla radio. Suo padre, un noto attivista nella comunità afroamericana di Detroit, organizzò un incontro con Ellington, che, favorevolmente impressionato da Joya, l'assunse come cantante e adottò il suo testo per Take the A Train. Nell'orchestra, il cantante che interpretò più spesso questo brano fu il trombettista Ray Nance, che aggiungeva spesso numerosi ritornelli in stile scat, e che fu anche l'autore dell'assolo nella prima registrazione.
You must take the A Train
To go to Sugar Hill way up in Harlem
If you miss the A Train
You'll find you've missed the quickest way to Harlem
Hurry, get on, now, it's coming
Listen to those rails a-thrumming (All Aboard!)
Get on the A Train
Soon you will be on Sugar Hill in Harlem
Sull'album di Ellington del 1962 con John Coltrane (Duke Ellington & John Coltrane), fu eseguita una composizione che riprendeva il titolo di questo standard, Take The Coltrane, un gioco di parole scherzoso sul titolo del brano e il soprannome di Coltrane, "Trane" appunto.

## Esecuzioni Notevoli
Il brano fu eseguito da Oscar Peterson dal 1953 (con Barney Kessel e Ray Brown), Dave Brubeck dal 1954 (con Paul Desmond), Clifford Brown dal 1955 (contenuto nell'album Study in Brown), The Delta Rhythm Boys dal 1956 e dal 1957 Ella Fitzgerald eseguì molte volte questa canzone contenuta nell'album Ella Fitzgerald Sings the Duke Ellington Songbook: una versione dal vivo, che contiene anche il caratteristico scat della Fitzgerald, è nell'album della Verve Records Ella in Hollywood (1961).
Ed ancora Ralph Burns dal 1960, Mel Tormé dal 1962, Gordon Jenkins, Clark Terry e Sarah Vaughan dal 1967, Kenny Burrell dal 1975, Chaka Khan dal 1982 (con Freddie Hubbard, Joe Henderson, Chick Corea e Stanley Clarke), Jon Hendricks (dal 1991 con Al Foster e dal 1992 con Wynton Marsalis e Christian McBride), Dave Grusin dal 1993, dai Chicago (gruppo musicale) dal 1995, da Michel Petrucciani al Nice Jazz Festival del 1998, e dai Canadian Brass dal 1999.
Nel 1982 i The Rolling Stones usarono il brano come introduzione al loro album dal vivo Still Life.

## Curiosità sul brano
Dal 1990 è utilizzato come sigla della rubrica cinematografica Andiamo al cinema.